# Gergithus satsumensis
Gergithus satsumensis är en insektsart som beskrevs av Matsumura 1916. Gergithus satsumensis ingår i släktet Gergithus och familjen sköldstritar. Inga underarter finns listade i Catalogue of Life.